# Maurice Bouton
Maurice Paul René Monney-Bouton (ur. 24 lutego 1892 w Paryżu, zm. 15 czerwca 1965 w Clichy) – francuski wioślarz, dwukrotny medalista olimpijski.
Wystąpił na igrzyskach olimpijskich w Antwerpii w 1920, gdzie razem z Gabrielem Poix i Ernestem Barberolle'em (sternik) zdobył srebrny medal w dwójkach ze sternikiem. W finale Francuzi o 1 sekundę przegrali z Włochami. Na rozgrywanych cztery lata później igrzyskach olimpijskich w Paryżu wystartował w dwójkach bez sternika, wspólnie z Georgesem Piotem zdobywając srebrny medal. Walkę o złoto przegrali z Holendrami o 2,2 sekundy. Został również zgłoszony do startu w dwójkach i czwórkach ze sternikiem na igrzyskach olimpijskich w Berlinie w 1936 roku, jednak ostatecznie nie wystąpił.
W dwójkach ze sternikiem zdobywał także złote medale na mistrzostwach Europy w Gandawie (1913) i mistrzostwach Europy w Mâcon (1920). 
W trakcie kariery reprezentował barwy klubu Société Nautique de la Marne.
Sternik jego osady z IO 1920, Ernest Barberolle, był również jego teściem